# Metemma (woreda)
Cet article concerne un district éthiopien. Pour la ville frontalière, voir Métemma.
Metemma est un des 105 woredas de la région Amhara, en Éthiopie.